# Cugnaux
Cugnaux is een gemeente in het Franse departement Haute-Garonne (regio Occitanie). De gemeente telde 20.239 inwoners op 1 januari 2022. De plaats maakt deel uit van het arrondissement Toulouse.

## Geschiedenis
Cugnaux was al in 1239 een parochie. Ook Villeneuve de Cugnaux (het huidige Villeneuve-Tolosane maakte hiervan deel uit). Het gebied was voor een groot deel bebost. Verder werd er aan landbouw gedaan, met name wijnbouw. Op het grondgebied van Cugnaux lagen verschillende kastelen, die werden gekocht of gebouwd door notabelen uit Toulouse: Château de la Cassagnère, Château de Maurens, Château de Rachety en Pavillon Louis XVI.
Tussen 1866 en 1877 werd het Canal de Saint-Martory gegraven voor de scheepvaart. Later werd het kanaal belangrijk voor de watervoorziening en de irrigatie. Er kwam ook een spoorwegstation maar dit werd gesloten in 1947. In 1923 werd de luchtmachtbasis Toulouse Francazal geopend.

## Geografie
De oppervlakte van Cugnaux bedroeg op 1 januari 2022 13,01 vierkante kilometer; de bevolkingsdichtheid was toen 1.555,6 inwoners per km². De gemeente ligt 12 km ten zuidwesten van Toulouse en maakt deel uit van de stedelijke agglomeratie Toulouse Métropole.
De gemeente is opgedeeld in verschillende wijken: 
- Agora
- Avenue de Plaisance
- Bazardens
- Centre-ville
- Hautpoul
- La Cassagnère
- La Cloche-Maurens
- La Françoy
- Le Casque Michet et Diane Oustalets
- Le Vivier
- Les Aviateurs
- Les Philosophes
- Plaine Loubayssens
- Village Languedocien

De onderstaande kaart toont de ligging van Cugnaux met de belangrijkste infrastructuur en aangrenzende gemeenten.

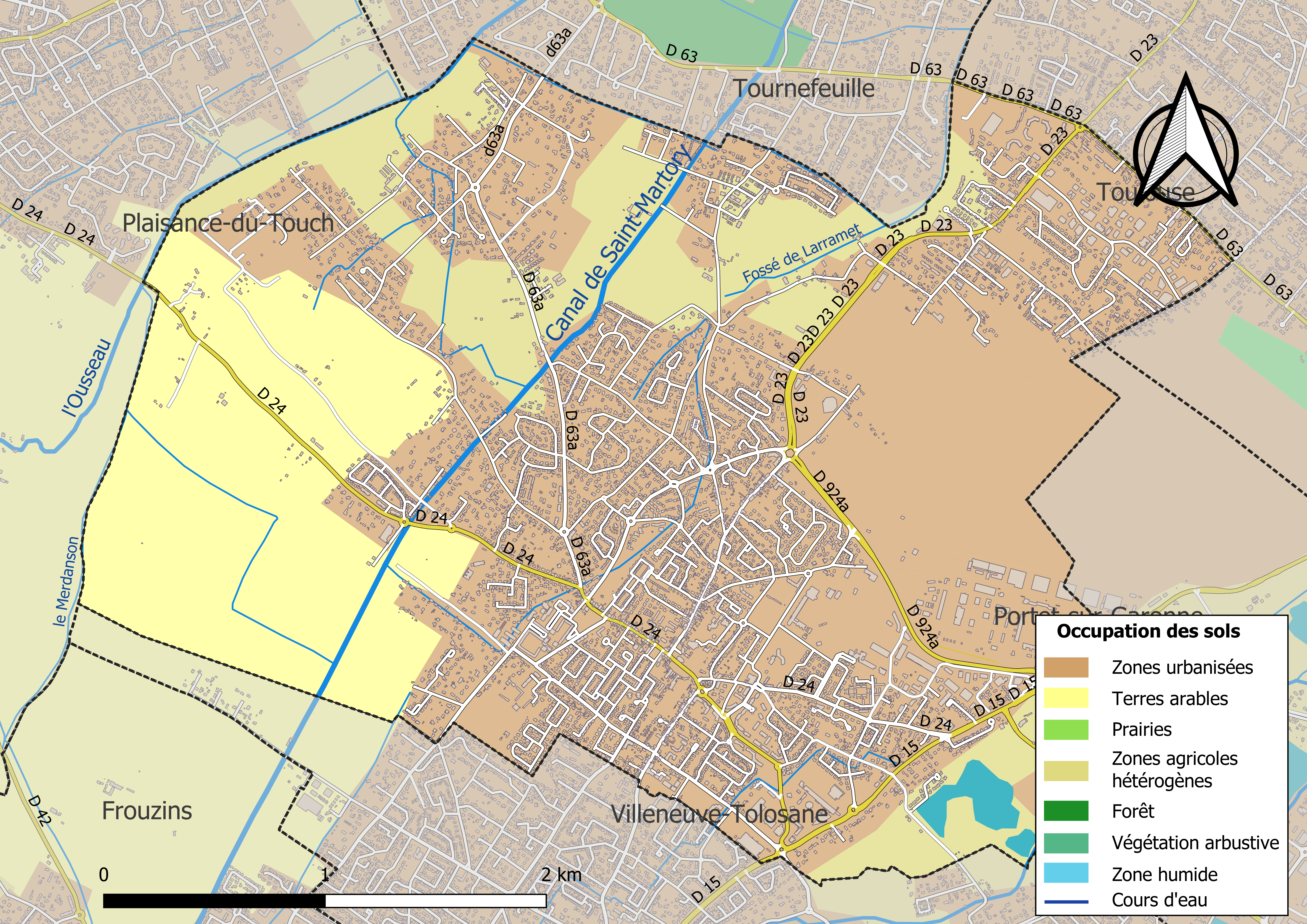

## Demografie
Onderstaande figuur toont het verloop van het inwonertal (bron: INSEE-tellingen).